# Donje Kusonje
Donje Kusonje is een plaats in de gemeente Voćin in de Kroatische provincie Virovitica-Podravina. De plaats telt 4 inwoners (2001).